# Portovenere
Portovenere  (ponekad se nalazi i na oblik Porto Venere naročito u engleskom) je grad i općina na Ligurskoj obali u Italiji u Pokrajini La Spezia. Općina (Comune) Portovenere obuhvaća tri naselja; Fezzano, Le Grazie i Portovenere, te tri otoka Palmaria, Tino i Tinetto. 
Portovenere i sela iz ligurske rivijere (Cinque Terre) uvršteni su 1997. godine na UNESCO-ov popis mjesta svjetske baštine u Europi. 

## Povijest
Za antičku rimsku luku  Portus Veneris se drži da je postojala najmanje od sredine 1. st. prije Krista. Luka je dobila ime po hramu božice Venere koji je bio smješten na rtu gdje se danas nalazi crkva Petra Apostola. Ime se također veže i uz ranokršćanskog pustinjaka i Svetog Veneriusa. U rimsko doba Portus Veneris je bio ribarsko naselje.
Nakon propasti Zapadnog Rimskog Carstva, Portovenere je postao baza bizantske flote u sjevernom dijelu Tirenskog mora, koju su 643. razorili Langobardi. Kasnije je bio česta meta saracenskih prepada. Prvi pisani tragovi o postojanju zamka u Portoveneru datiraju iz 1113., 1161. godine podignute su gradske zidine. Portovenere je postao feud obitelji iz obližnjeg Vezzana, potom je početkom 12. st. postao posjed Genove. Portovenere je 1494., je pretrpio razorno bombardiranje od brodovlja aragonske flote tijekom njihova rata s rata s Genovom. Tijekom cijelog srednjeg vijeka padala je važnost starog dijela grada, istodobno je rastao novi dio grada Borgo Nuovo(Nova četvrt), koji se počeo graditi od 1139. oko crkve sv Petra.

## Znamenitosti
- Crkva sv. Petra je gotička građevina podignuta 1198. na mjestu ranokršćanske bazilike iz 5. stoljeća, to je građevina pravokutnog tlocrta s polukružnom apsidom. Novi dio, iz 13. st. ima polikromatsku fasadu s jarko naglašenim vodoravnim bijelim i crnim prugama.
- Crkva sv. Lovre je romanička građevina, koju su 1098. podigli Genovežani, najvjerojatnije na mjestu antičkog hrama posvećenog Jupiteru. Crkva je teško oštećena za požara 1340. i za aragonskog bombardiranja 1494., temeljno je obnovljena 1582.
- Dvorac Doria (Castello Doria di Porto Venere) je utvrda na stjenovitoj litici s pogledom na selo i smatra se jednim od najimpresivnijih primjera vojne arhitekture Republike Genove u istočnoj Liguriji. Izgrađen je 1161. godine i naknadno je obnovljen i proširen od 15. do 17. st.
- Grotta dell'Arpaia („Arpajina špilja”) danas više ne postoji-urušila se, znana kao bajronova špilja, iz koje je 1822. engleski pjesnik Byron preplivao zaljev La Spezia iz San Terenza do Lericija da posjeti svog prijatelja i kolegu Shelleya.

Srednjovjekovna jezgra sela Le Grazie počela se oblikovati od 14. st. oko crkve Gospe od Milosti, pored sela nalazi se srednjovjekovni samostan, i ostaci rimske vile iz 1. st. prije Krista.
Srednjovjekovne kalete Fezzana su vrijedne pažnje, zajedno s crkvom sv Ivana Krstitelja iz 1740. i nedavno obnovljenom Vilom Cattaneo.
- Byronova špilja
- Crkva sv. Lovre, svetište Marije Sjajne
- Crkva sv. Petra i Dvorac Doria
- Unutrašnjost Crkve sv. Petra
- Povijesno središte Portovenera

## Vanjske poveznice
- Službene stranice turističke organizacije PRO LOCO PORTO VENERE  Arhivirana inačica izvorne stranice od 15. kolovoza 2010. (Wayback Machine) (tal.)
- Službene stranice (tal.)
  - Galerija slika  Arhivirana inačica izvorne stranice od 7. siječnja 2010. (Wayback Machine)
- Stranice Unesca posvećene Portoveneru (engl.)
- Slike iz Portovenera  Arhivirana inačica izvorne stranice od 25. srpnja 2010. (Wayback Machine)

### Ostali projekti
|  | Zajednički poslužitelj ima još gradiva o temi Portovenere |